# Jake Colhouer
Jacob C. Colhouer (* 15. Januar 1922 in Altus, Oklahoma; † 14. April 1998 in Portland, Oregon) war ein US-amerikanischer American-Football-Spieler. Er spielte als Guard in der National Football League (NFL) für die Chicago Cardinals und die New York Giants.

## Spielerlaufbahn

### Collegekarriere
Jake Colhouer wurde in Altus geboren und besuchte in Warren die Highschool. Nach seinem Schulabschluss studierte er am Oklahoma A&M College Ingenieurwissenschaften. An seinem College spielte er für deren Footballmannschaft, den Oklahoma A&M Aggies, als Guard American Football. Im Jahr 1945 gewann er mit seinem Team die Cotton Bowl Classic mit 34:0 gegen die Texas Christian University. 1946 spielte er mit seiner Mannschaft im Sugar Bowl gegen das Team der Saint Mary’s College of California. Die Aggies gewannen das Spiel mit 33:13.

### Profikarriere
Jacob Colhouer wurde im Jahr 1946 von den Chicago Cardinals zusammen mit Fullback Pat Harder gedraftet. Colhouer wurde von Head Coach Jimmy Conzelman als Guard in der Offensive Line neben Center Vince Banonis, Guard Buster Ramsey und den Offensive Tackle Bob Zimny und Walt Szot eingesetzt. Er hatte die Aufgabe Runningback Frank Seno den Weg in die gegnerische Endzone frei zu blocken und den eigenen Quarterback zu schützen. Im folgenden Jahr wurde Seno durch Charley Trippi ersetzt.
Nach der Regular Season 1947 konnte Colhouer mit seinem Team den Gewinn der NFL Meisterschaft feiern. Im NFL Endspiel konnten die Philadelphia Eagles mit 28:21 besiegt werden. Trippi erzielte mit Hilfe der Offensive Line einen Touchdown und einen Raumgewinn von 84 Yards durch Laufspiel. Seinem Mitspieler, Runningback Elmer Angsman, gelang ein Raumgewinn von 159 Yards. Ferner trug er mit zwei Touchdowns zum Sieg seiner Mannschaft bei. In der nachfolgenden Saison scheiterte Colhouer mit den Cardinals im NFL Endspiel. Sie verloren gegen die Philadelphia Eagles mit 7:0. Colhouer wechselte nach der Saison zu den von Steve Owen betreuten New York Giants. Er beendete nach einem weiteren Spieljahr in New York City seine Laufbahn.

## Nach der Spielerlaufbahn
Nach seiner Spielerkarriere zog Colhouer nach Lake Oswego. Er wurde dort ein erfolgreicher Geschäftsmann und gründete ein Abrissunternehmen, war Mitgründer einer Bank, sowie einer Montessorischule. Er war zweimal verheiratet und hatte drei Kinder. Jake Colhouer starb im Jahr 1998 an Lungenkrebs.